# جواو بيدرو ليما سانتوس
جواو بيدرو ليما سانتوس (15 أغسطس 1980 في البرتغال - ) هو لاعب كرة قدم برتغالي في مركز الدفاع. شارك مع منتخب البرتغال تحت 16 سنة لكرة القدم ومنتخب البرتغال تحت 18 سنة لكرة القدم. أما مع النوادي، فقد لعب مع إشتوريل برايا ونادي جل فيسنتي وديسبورتيفو تروفينسي ونادي فاماليساو ونادي بينفايل ونادي ليسا ‏ وأثنيكس أشنة ‏.

## وصلات خارجية
- جواو بيدرو ليما سانتوس على موقع قاعدة بيانات كرة القدم.إي يو (الإنجليزية)
- جواو بيدرو ليما سانتوس على موقع Soccerway.com (الإنجليزية)